# Saint-Privé (Yonne)
Saint-Privé è un comune francese di 574 abitanti situato nel dipartimento della Yonne nella regione della Borgogna-Franca Contea.

## Società

### Evoluzione demografica
Abitanti censiti